# Île d'Houat

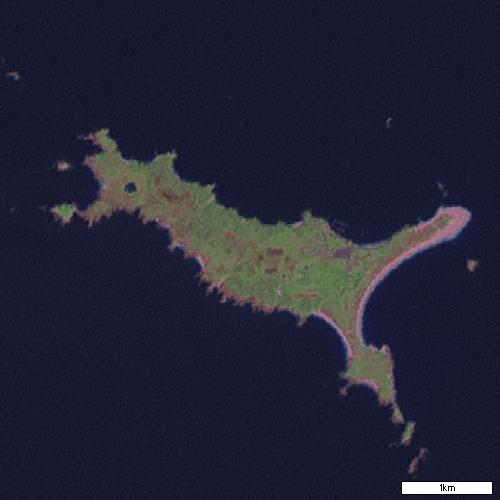
Satellietfoto van Houat (NASA)

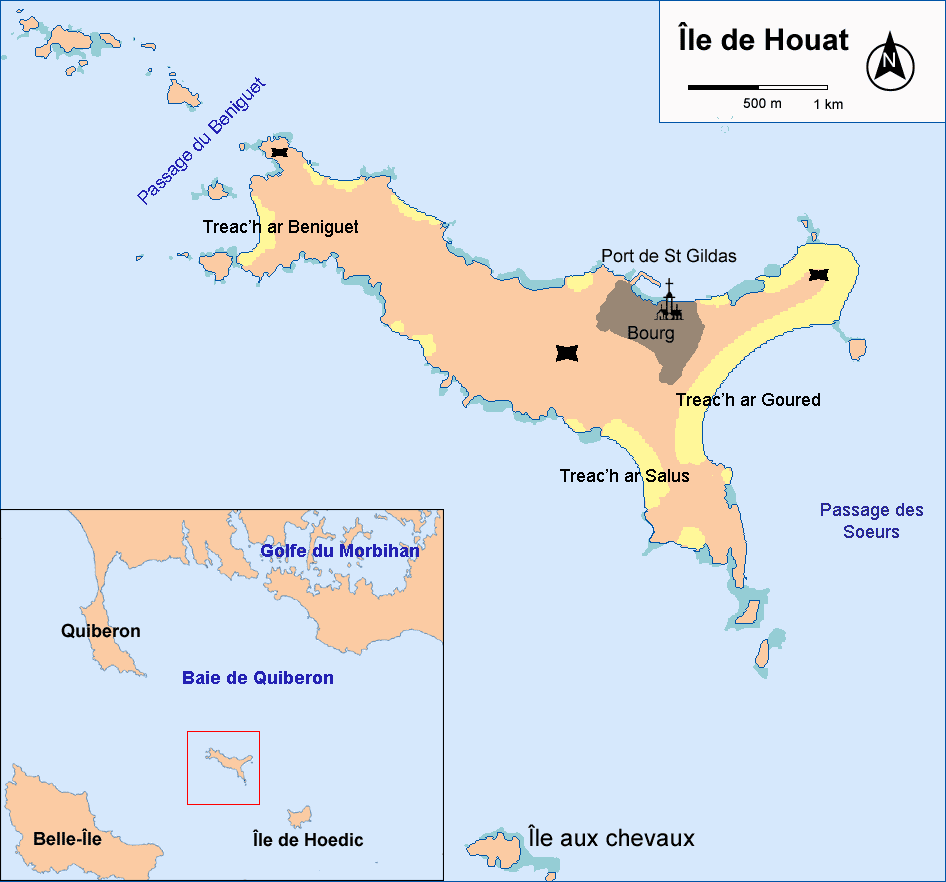
Detailkaart

Île d' Houat is een eiland voor de Bretonse zuidkust. De Bretonse naam is Enez Houad. De naam van de (enige) gemeente op het eiland is ook Île-d'Houat (maar geschreven met streepje).
Het eiland is 5 km lang en 1,5 km op zijn breedst. Het is een granieten plateau met een duinenrij en een strand aan de oostkant. In het verlengde van de westkant ligt een rij granieten rotsen, Chaussée de Beniguet geheten. Deze loopt in de richting van het schiereiland Quiberon en wordt daarvan nog gescheiden door de Passage de la Teignouse. Aan de zuidelijke punt liggen ook enkele onbewoonde granieteilandjes, even verdop zuidelijk nog het Île aux Chevaux. Naar het zuidoosten, in de richting van het eiland Hoëdic, ligt de ondiepe en dus gevaarlijke Passage des Sœurs.